# Tủa Chùa (thị trấn)
Tủa Chùa là thị trấn huyện lỵ của huyện Tủa Chùa, tỉnh Điện Biên, Việt Nam.

## Địa lý
Thị trấn Tủa Chùa nằm ở phía nam huyện Tủa Chùa, có vị trí địa lý:
- Phía bắc giáp xã Sính Phình
- Các phía còn lại giáp xã Mường Báng.

Thị trấn Tủa Chùa có diện tích 14,49 km², dân số năm 2022 là 8.287 người, mật độ dân số đạt 571 người/km².
Tỉnh lộ 129 chạy qua địa bàn thị trấn.

## Hành chính
Thị trấn Tủa Chùa được chia thành 17 tổ dân phố.

## Lịch sử
Ngày 2 tháng 1 năm 1989, Hội đồng Bộ trưởng ban hành Quyết định số 1-HĐBT về việc thành lập thị trấn Tủa Chùa trên cơ sở 215 ha diện tích tự nhiên và 1.835 nhân khẩu của bản Cáp, bản Quỳnh Giáo thuộc xã Mường Báng.
Năm 2009, thị trấn Tủa Chùa có diện tích 2,15 km², dân số là 2.940 người, trong đó có 1.517 nam và 1.423 nữ, gồm 7 khu phố: Thắng Lợi, Đồng Tâm, Thống Nhất, Thành Công, Quyết Thắng, Đoàn Kết, Bản Cáp.
Ngày 14 tháng 6 năm 2018, UBND tỉnh Điện Biên ban hành Quyết định số 495/QĐ-UBND về việc công nhận thị trấn Tủa Chùa là đô thị loại V.
Ngày 21 tháng 11 năm 2019, Ủy ban thường vụ Quốc hội ban hành Nghị quyết số 815/NQ-UBTVQH14 về việc sắp xếp các đơn vị hành chính cấp huyện, cấp xã thuộc tỉnh Điện Biên (nghị quyết có hiệu lực từ ngày 1 tháng 1 năm 2020). Theo đó, điều chỉnh 11,91 km² diện tích tự nhiên với 4.255 người và 14 thôn: Đội 1, Đội 2, Đội 3, Đội 4, Bản Ten, Bản Sẳng, Bản Én, Đội 7, Đội 8, Đội 9, Huổi Lực 1, Huổi Lực 2, Huổi Lếch, Đông Phi 2 và 12 hộ với 48 khẩu của Đội 10, 21 hộ với 105 khẩu của thôn Sông Ún thuộc xã Mường Báng vào thị trấn Tủa Chùa.
Thị trấn Tủa Chùa có diện tích 14,49 km², dân số là 8.184 người và có 22 tổ dân phố, bản, đội.
Ngày 27 tháng 4 năm 2021, UBND tỉnh Điện Biên ban hành Nghị quyết số 219/NQ-HĐND về việc:
- Thành lập TDP Tân Phong trên cơ sở bản Tân Phong và TDP Quyết Thắng.
- Đổi tên TDP Bản Cáp thành TDP Quyết Tiến.
- Đổi tên thôn Đông Phi 2 thành TDP Háng Sáng.
- Thành lập 8 tổ dân phố trên cơ sở 8 bản: Báng, Bó Én, Nong Ten, Sẳng, Bó, Ten, Huổi Lực, Huổi Lếch.